# Cryptochetum smaragdinum
Cryptochetum smaragdinum är en tvåvingeart som beskrevs av Seguy 1948. Cryptochetum smaragdinum ingår i släktet Cryptochetum och familjen Cryptochetidae. Inga underarter finns listade i Catalogue of Life.